# داريل كارلتون
داريل كارلتون (بالإنجليزية: Darryl Carlton)‏ هو لاعب كرة قدم أمريكية أمريكي، ولد في 24 يونيو 1953 في بارتو في الولايات المتحدة، وتوفي في 21 أبريل 1994.

## وصلات خارجية
- داريل كارلتون على موقع مرجع كرة القدم المحترفة.كوم (الإنجليزية)